# 曹美人
曹美人（?—?），南宋皇帝宋宁宗的妃嫔，姓曹氏。

## 生平
初封正四品美人，慶元六年（1200年）十一月，宋宁宗的恭淑皇后韩氏驾崩後，中宫未有所属，杨贵妃与曹美人都被宁宗宠爱。大臣韩侂胄发现杨贵妃好弄权术，而曹美人性情柔顺，劝宋宁宗立曹美人为皇后。杨贵妃颇涉书史，知古今，性情机警，最后宋宁宗立她为皇后。地方志记载曹美人生玉屏公主，嫁林存。嘉泰三年（1203年），曹氏进位婕妤。